# Sol i Aire (Sant Cugat del Vallès)
Sol i Aire és una urbanització del municipi de Sant Cugat del Vallès, al Vallès Occidental. Es troba dins del parc de Collserola en terrenys qualificats de parc forestal, tot i que els veïns en reivindiquen la legalització. La primera construcció del barri data dels anys 50 però no va ser fins a l'any 1967 que es parcel·la i es construeix la urbanització. Actualment el barri està en procés de regularització i requalificació com a zona urbana.